# Lenkovics Barnabás
Lenkovics Barnabás (Rakamaz, 1950. július 26. – 2025. május 1. vagy előtte) magyar jogtudós, egyetemi tanár. Kutatási területe a tulajdonjog fejlődésének és szabályozásának elméleti kérdései. 2001 és 2007 között az állampolgári jogok országgyűlési biztosa. 2007 és 2016 között az Alkotmánybíróság tagja, amelynek 2015. február 25. és 2016. április 21. között elnöke is.

## Életpályája
A nyíregyházi Zrínyi Ilona Gimnáziumban érettségizett, majd 1969-ben kezdte meg tanulmányait az Eötvös Loránd Tudományegyetem Állam- és Jogtudományi Karán. Itt szerzett 1974-ben jogi diplomát. Szakdolgozatát Sárándi Imréhez írta. Diplomájának megszerzése után az egyetemi polgári jogi tanszékénél gyakornokoskodott, majd 1976-ban tanársegédként véglegesítették a tanszéken. 1983-ban adjunktusi, 1992-ben egyetemi docensi megbízást kapott. 2000-ben kapta meg egyetemi tanári kinevezését. Budapesti állása mellett 1996-ban az ELTE Állam- és Jogtudományi Kar győri kihelyezett tagozatánál a polgári jogi tanszék vezetőjévé nevezték ki, amely tisztséget a győri Széchenyi István Egyetem (ezen belül a Deák Ferenc Állam- és Jogtudományi Kar) megalakulása után is megtartott. 1998 és 2001 között Széchenyi professzori ösztöndíjjal kutatott.
1992-ben védte meg az állam- és jogtudományok kandidátusi értekezését, 1999-ben habilitált. Az MTA Állam- és Jogtudományi Bizottságának lett tagja. Az Országgyűlés Gönczöl Katalin utódjaként 2001-ben megválasztotta az állampolgári jogok országgyűlési biztosává, helyettese Takács Albert későbbi igazságügy-miniszter lett. 2007-ben az Országgyűlés az ellenzéki pártok javaslatára az Alkotmánybíróság tagjává választotta, emiatt lemondott országgyűlési biztosi pozíciójáról. 2014. december 1-én a Parlament az Alkotmánybíróság elnökévé választotta 2015. február 25-i hatállyal. Elnöki és tagi mandátuma 2016. április 21-én járt le.

## Munkássága
Kutatási területe a tulajdonjog fejlődésének és szabályozásának elméleti kérdései, emberi és dologi jog.
Jelentős tankönyv- és jegyzetszerző: számos egyetemi, illetve főiskolai tankönyv, jegyzet megírása és kiadása fűződik a nevéhez. Az Eötvös Loránd Tudományegyetemen alkotmánybíróvá választásáig Harmathy Attilával felváltva oktatták önállóan a polgári jog teljes anyagát (a szemináriumi szinten oktatott öröklési jogot kivéve). Nevéhez fűződik a győri egyetemen a polgári jog oktatásának megszervezése, illetve oktatási programjának kialakítása. 1994-ben Trefort Ágoston-emlékéremmel tüntették ki, 2017-ben pedig a Magyar Érdemrend Nagykeresztjével.

## Főbb publikációi
- Családi jogi alapismeretek; TIT, Bp., 1979 (Jog és társadalom)
- A szocialista vállalkozási formák polgári jogi kérdései. Kézirat; ELTE Jogi Továbbképző Intézet, Bp., 1983
- A magzat élethez való jogáról (1990)
- Tulajdonjog (jegyzet, 1991)
- Magyar polgári jog. A dologi jog vázlata; 2. jav. kiad.; Eötvös, Bp., 1995 (jegyzet, először 1993)
- Közdolgok joga, avagy a közjog magánjogiasodása (1994)
- Magyar polgári jog – Általános tanok (Bíró Györggyel, először 1997)
- A személyi jog vázlata (Székely Lászlóval, először 2000)
- Polgári jogi alapok (2002)
- The Respective Powers of the Ombudsmen and the Courts (2004)
- Polgári alanyi jogok – Alkotmányos alapjogok (2005)
- Az új Polgári Törvénykönyv tervezete – értékek és építő kritika (2007)
- Ember és tulajdon. Rendszerváltó gondolatok; Dialóg Campus, Bp.–Pécs, 2013 (Dialóg Campus szakkönyvek)
- Ember és jog. Válogatott gondolatok; Dialóg Campus, Bp., 2018 (Dialóg Campus szakkönyvek)
- Ember és emberség. Újabb gondolatok; Ludovika Egyetemi Kiadó, Budapest, 2023
- Ember és gondolat. Füveskönyv; Ludovika Egyetemi Kiadó, Budapest, 2024

## Elismerések
- Trefort Ágoston-emlékérem (1994)
- A Magyar Érdemrend nagykeresztje (2017)